# Брестовец (окръг Миява)
Брестовец (на словашки: Brestovec) е село в западна Словакия, в Тренчински край, в окръг Миява. Населението му е 980 души.
Разположен е на 387 m надморска височина в подножието на Бели Карпати, на 5 km северно от Миява. Площта му е 17,34 km². Кмет на селото е Ян Петраш.>